# Хелмсько (Любуське воєводство)
Хелмсько (пол. Chełmsko, нім. Gollmütz) — село в Польщі, у гміні Пшиточна Мендзижецького повіту Любуського воєводства.
Населення — 405 осіб (2011).
У 1975-1998 роках село належало до Гожовського воєводства.

## Демографія
Демографічна структура станом на 31 березня 2011 року:
|          | Загалом | Допрацездатний вік | Працездатний вік | Постпрацездатний вік |
| -------- | ------- | ------------------ | ---------------- | -------------------- |
| Чоловіки | 206     | 49                 | 142              | 15                   |
| Жінки    | 199     | 30                 | 117              | 52                   |
| Разом    | 405     | 79                 | 259              | 67                   |